# 4429 Chinmoy
4429 Chinmoy је астероид главног астероидног појаса чија средња удаљеност од Сунца износи 2,380 астрономских јединица (АЈ).
Апсолутна магнитуда астероида је 14,5. Астероид добија своје име од бенгалски писац, песник и филозоф Šri Činmoj (1931-2007).